# Chtoura
Chtoura (arabisch شتورا) ist eine Stadt in der Bekaa-Ebene im Libanon.
Sie liegt zwischen den Gebirgen Libanon und Anti-Libanon bei Kilometer 44 auf dem Weg von Beirut nach Damaskus.
Chtaura ist ein Zentrum für Banken, Transport und Handel.
Die nächstgelegenen Orte sind Zahlé und Baalbek.

## Tannayal
Ein paar Kilometer südlich von Chtaura an der Hauptstraße liegt das Dorf Tannayal (aramäisch für die Gnade Gottes). Es ist seit 1860 ein Landgut der Gesellschaft Jesu. Neben dem Tier- und Pflanzenbau ist der landwirtschaftliche Betrieb auch eine Lehr- und Forschungseinrichtung der landwirtschaftlichen Fakultät der Université Saint-Joseph.

## Geschichte
Im August 1962 hielt Arabische Liga eine Schura (Islam) in Chtoura, die Shtura Conference ab. Auf dieser Konferenz sollten die Konflikte, die im Zusammenhang mit dem Auflösen der Vereinigten Arabischen Republik offenbar wurden verhandelt werden. Die ägyptische Delegation verließ die Shura, bevor diese eine Entscheidung getroffen hatte.